# Hem Farm Military Cemetery
Hem Farm Military Cemetery is een Britse militaire begraafplaats met gesneuvelden uit de Eerste Wereldoorlog, gelegen in het Franse dorp Hem-Monacu (departement Somme). De begraafplaats werd ontworpen door Edwin Lutyens en ligt aan de Rue de la Ferme op 500 m ten westen van het dorpscentrum (Église Saint-Hilaire). Ze heeft een rechthoekig grondplan met een oppervlakte van 2.198 m² en wordt omsloten door een bakstenen muur. Centraal tegen de muur aan de straatzijde staat de Stone of Remembrance op een laag plateau. Het Cross of Sacrifice staat op dezelfde aslijn bij de tegenoverliggende muur. Twee metalen traliehekken aan de straatzijde geven toegang tot de begraafplaats.
Er liggen 598 doden begraven waaronder 204 niet geïdentificeerde.
De begraafplaats wordt onderhouden door de Commonwealth War Graves Commission.

## Geschiedenis
Tijdens de Slag aan de Somme in 1916 werd het dorp door Franse troepen veroverd en later in het jaar door Britse troepen overgenomen. De begraafplaats werd door hen aangelegd in januari 1917 en gebruikt tot maart en opnieuw in september 1918. Deze oorspronkelijke graven maken nu deel uit van Plot I, Rijen E, F en G. Na de wapenstilstand werd de begraafplaats uitgebreid door concentratie van graven uit de omliggende slagvelden aan beide zijden van de Somme en van de volgende kleinere begraafplaatsen: Achille British Cemetery (55 doden) en Meudon British Cemetery (22 doden), beide in Flaucourt, Clery-sur-Somme German Military Cemetery (2 doden), Needdle Wood Cemetery (18 doden) en Clery-sur-Somme French Military Cemetery (8 doden), allen in Cléry-sur-Somme, Curlu French Military Cemetery in Curlu (32 doden), Frise French Military Cemetery (1 dode) en Feuilleres British Cemetery (27 doden), beide in Feuillères.
Onder de geïdentificeerde slachtoffers zijn er 243 Britten, 131 Australiërs, 13 Zuid-Afrikanen en 4 Canadezen. Een slachtoffer wordt met een Special Memorial herdacht omdat zijn graf niet meer gelokaliseerd kon worden en men geloofd dat hij onder een naamloze grafzerk ligt. Een ander slachtoffer dat oorspronkelijk in Clery-sur-Somme French Military Cemetery begraven was maar wiens graf door artillerievuur vernietigd werd, wordt eveneens met een Special Memorial herdacht.

### Onderscheiden militairen
- George Edward Cate, onderluitenant bij de Rifle Brigade en Robert Mactier, soldaat bij de Australian Infantry, A.I.F. werden onderscheiden met het Victoria Cross (VC).
- Donald Whitley Figg, luitenant-kolonel bij het London Regiment werd onderscheiden met de Distinguished Service Order (DSO).
- sergeant David Tonks en korporaal William Robert Bear (beiden Australian Infantry, A.I.F.) en kanonnier V.F. Gisby (Royal Field Artillery) werden tweemaal onderscheiden met de Military Medal (MM and Bar).
- luitenant Alexander John Grunsell, onderluitenant Alfred Mehan, sergeant Francis Thomas A. Edwards, de korporaals W.R. Woodgate en J.C. Stewart, schutter W. Ledbrook en de soldaten T.H. Wild, John Featherston en H. Grace werden onderscheiden met de Military Medal (MM).

### Alias
- kanonnier Thomas Seddon diende onder het alias T. Craig bij de Royal Field Artillery.